# Harlekinwachtel
Die Harlekinwachtel (Coturnix delegorguei) ist ein im tropischen Afrika südlich der Sahara, in Madagaskar und Südarabien heimischer Hühnervogel. Lebensraum sind offenes Grasland und landwirtschaftliche Flächen mit niedriger Vegetation.

## Beschreibung
Die Harlekinwachtel wird 16 bis 19 cm lang. Männchen erreichen ein Gewicht von 49 bis 81 Gramm, Weibchen werden 63 bis 94 Gramm schwer. Männchen haben besonders an der Kopf- und Kehlpartie eine kontrastreiche schwarz-weiße Färbung. Die Kehle der Männchen ist weiß mit schwarzer, ankerförmiger Zeichnung. Die Hennen sind unscheinbar braun.

## Fortpflanzung
Die Brutzeit liegt in der Regenzeit und ist von Region zu Region unterschiedlich. Die Hennen legen an einem geschützten Ort etwa 4 bis 8 gesprenkelte Eier, die 14 bis 18 Tage vom Weibchen bebrütet werden. Die kleinen Küken sind Nestflüchter. Der Hahn bleibt in der Nähe und versucht, potenzielle Feinde auf Distanz zu halten.

## Ernährung
Harlekinwachteln ernähren sich vor allem von Gras- und Unkrautsamen, sowie von Gliedertieren wie Grashüpfern, Käfer, Wanzen, Ameisen, Termiten, Tausendfüßern und von kleinen Schnecken.

## Unterarten und Verbreitung
Es werden drei Unterarten unterschieden:
- Coturnix delegorguei arabica im Jemen.
- Coturnix delegorguei delegorguei, die Nominatform lebt auf dem festländischen tropischen Afrika von der Elfenbeinküste bis Äthiopien und südlich bis Südafrika und auf Madagaskar.
- Coturnix delegorguei histrionica auf São Tomé.